# Веслање на Летњим олимпијским играма 1908 — скиф за мушкарце
Скиф је био једна од четири дисциплине у веслању на Олимпијским играма 1908. у Лондону, од 27. до 29. августа.  Такмичило се на стази у Хенлију на реци Темзи око 60 км од Лондона. 
Учествовало је 9 веслача из 6 земаља. 

## Систем такмичења
Такмичење је одржано, по правилаима која користи Аматерески веслачки савез Енглеске, односно по систему елиминација тзв. match race меч трка, са два чамца у трци, а победници су ишли даље. Трка за треће место није вожена, тако да су поражени у полуфиналу делили треће место. 

## Земље учеснице
- Белгија (1)
- Италија (1)
- Канада (2)
- Мађарска (2)
- Немачкa (1)
- Уједињено Краљевство (2)

## Освајачи медаља
|                                      |                                           |                                                  |
| Хари Блекстаф · Уједињено Краљевство | Александер Мекалох · Уједињено Краљевство | Бернхард фон Газа Немачкa Карољ Левицки Мађарска |

## Резултати
Због непарног броја учесника жребом је извучен пар који се такмичио у предтакмичењу.

### Предтакмичење

#### Група 1
| Веслач            | Земља    | Време  | Пласман |
| Бернхард фон Газа | Немачкa  | 9:35,0 | КВ      |
| Ерне Килер        | Мађарска | -      | НЗ      |

Немац Фон Газа је лако победио, а Килер је напустио трку након што је победник прешао линију циља.

### Четвртфинале

#### Четвртфинале 1
| Веслач            | Земља   | Време    | Пласман |
| Бернхард фон Газа | Немачкa | 9:47,0   | КВ      |
| Луис Шоулс        | Канада  | непознат | -       |

#### Четвртфинале 2
| Веслач        | Земља    | Време    | Пласман |
| Карољ Левицки | Мађарска | 10:08,0  | КВ      |
| Ђино Чабати   | Италија  | непознат |         |

#### Четвртфинале 3
Bowler capsized, leaving Blackstaffe with the win.
| Веслач        | Земља                | Време   | Пласман |
| Хари Блекстаф | Уједињено Краљевство | 10:03,0 | КВ      |
| Валтер Бовлер | Канада               | -       |         |

Болвер се преврнуо, па је Блакстафу омогућио лаку победу.

#### Четвртфинале 4
| Веслач             | Земља                | Време    | Пласман |
| Александер Мекалох | Уједињено Краљевство | 10:08,0  | КВ      |
| Joseph Hermans     | Белгија              | непознат | -       |

### Полуфинале

#### Полуфинале 1
| Веслач             | Земља                | Време    | Пласман |
| Александер Мекалох | Уједињено Краљевство | 9:47,0   | КВ      |
| Карољ Левицки      | Мађарска             | непознат |         |

#### Полуфинале 2
| Веслач            | Земља                | Време    | Пласман |
| Хари Блекстаф     | Уједињено Краљевство | 10:08,0  | КВ      |
| Бернхард фон Газа | Немачкa              | непознат |         |

### Финале
| Веслач             | Земља                | Време    | Пласман |
| Хари Блекстаф      | Уједињено Краљевство | 9:26,0   |         |
| Александер Мекалох | Уједињено Краљевство | (9:27,5) |         |

Мекалох је рано повео и водио првих 1.200 метара, када је достигнут од Бблекстафа, који је водио до краја и победио за 3/4 чамца.

## Коначан пласман
| Пласман       | Име                | Земља                |
| ------------- | ------------------ | -------------------- |
|               | Хари Блекстаф      | Уједињено Краљевство |
|               | Александер Мекалох | Уједињено Краљевство |
|               | Bernhard von Gaza  | Немачка              |
| Карољ Левицки | Мађарска           |                      |
| 5.            | Валтер Бовлер      | Канада               |
| 5.            | Ђино Чабати        | Италија              |
| 5.            | Joseph Hermans     | Белгија              |
| 5.            | Луис Шоулс         | Канада               |
| 9.            | Ерне Килер         | Мађарска             |